# Passacaglia (Biber)
La Passacaglia in Sol minore, nota anche come Passacaglia dell'Angelo Custode, è una composizione per violino solo di Heinrich Ignaz Franz Biber, realizzata intorno al 1676. Conclude le Sonate del Rosario, un ciclo di quindici sonate per violino e basso continuo, seguite da questo brano conclusivo privo di accompagnamento.
Considerata tra le prime opere rilevanti per violino solo del periodo barocco, la Passacaglia anticipa per concezione e complessità le successive composizioni di Johann Sebastian Bach.

## Struttura e stile
La composizione si basa su un basso ostinato di quattro note (Sol–Fa–Mi♭–Re), che si ripete costantemente nel corso dell’intero brano, accompagnando una serie di variazioni tecnicamente articolate. A differenza delle altre sonate del ciclo, che prevedono l’uso della scordatura, la Passacaglia è concepita per violino con accordatura standard.
Nel manoscritto compare un’incisione raffigurante un angelo custode con un bambino, da cui deriva il titolo informale dell’opera. L’atmosfera introspettiva del brano è in linea con la spiritualità che pervade l’intera raccolta delle Sonate del Rosario.

## Arrangiamenti
Nel tempo, la Passacaglia è stata oggetto di numerosi arrangiamenti per strumenti diversi, che ne hanno valorizzato la struttura e l’intensità espressiva:
- Miguel Yisrael ha trascritto il brano per liuto, mantenendo l’intonazione originale e adattandola alla tecnica liutistica seicentesca[4].
- Michael Freimuth ha adattato l’intera raccolta delle Sonate del Rosario, inclusa la Passacaglia, per chitarra classica[2].
- Josetxu Obregón ha realizzato una versione per violoncello solo, esplorandone le possibilità espressive in un contesto cameristico[5].

- Il violista italiano Marco Misciagna ha arrangiato la Passacaglia per viola sola, adattando la scrittura violinistica originale alle caratteristiche timbriche della viola[6]. Il brano è stato registrato dal vivo e pubblicato con il titolo Biber: Passacaglia for Solo Viola, Arranged by Marco Misciagna (Live)[6].

## Ricezione e influenza
La Passacaglia di Biber è considerata un precursore del repertorio solistico per violino e ha influenzato in particolare le Sonate e Partite per violino solo di Bach. Per la sua struttura rigorosa, la varietà delle variazioni e la profondità spirituale, continua a rappresentare un punto di riferimento per violinisti, interpreti storici e compositori.